# Episodi di The Bob Newhart Show (quinta stagione)
La quinta stagione della serie televisiva The Bob Newhart Show è stata trasmessa in anteprima negli Stati Uniti d'America dalla CBS tra il 25 settembre 1976 e il 19 marzo 1977.
| nº | Titolo originale                  | Titolo italiano | Prima TV USA      | Prima TV Italia |
| -- | --------------------------------- | --------------- | ----------------- | --------------- |
| 1  | Enter Mrs. Peeper                 |                 | 25 settembre 1976 |                 |
| 2  | Caged Fury                        |                 | 2 ottobre 1976    |                 |
| 3  | Some of My Best Friends Are...    |                 | 9 ottobre 1976    |                 |
| 4  | Still Crazy After All These Years |                 | 16 ottobre 1976   |                 |
| 5  | The Great Rent Strike             |                 | 23 ottobre 1976   |                 |
| 6  | Et Tu, Carol?                     |                 | 30 ottobre 1976   |                 |
| 7  | Send This Boy to Camp             |                 | 6 novembre 1976   |                 |
| 8  | A Crime Most Foul                 |                 | 13 novembre 1976  |                 |
| 9  | The Slammer                       |                 | 20 novembre 1976  |                 |
| 10 | Jerry's Retirement                |                 | 27 novembre 1976  |                 |
| 11 | Here's to You, Mrs. Robinson      |                 | 4 dicembre 1976   |                 |
| 12 | Breaking Up Is Hard to Do         |                 | 11 dicembre 1976  |                 |
| 13 | Making Up Is the Thing to Do      |                 | 25 dicembre 1976  |                 |
| 14 | Love Is the Blindest              |                 | 8 gennaio 1977    |                 |
| 15 | The Ironwood Experience           |                 | 15 gennaio 1977   |                 |
| 16 | Of Mice and Men                   |                 | 22 gennaio 1977   |                 |
| 17 | Halls of Hartley                  |                 | 29 gennaio 1977   |                 |
| 18 | The Heartbreak Kidd               |                 | 5 febbraio 1977   |                 |
| 19 | Death Be My Destiny               |                 | 12 febbraio 1977  |                 |
| 20 | Taxation Without Celebration      |                 | 19 febbraio 1977  |                 |
| 21 | Desperate Sessions                |                 | 26 febbraio 1977  |                 |
| 22 | The Mentor                        |                 | 5 marzo 1977      |                 |
| 23 | Shrinking Violence                |                 | 12 marzo 1977     |                 |
| 24 | You're Having My Hartley          |                 | 19 marzo 1977     |                 |